# Siennaja Płoszczad´
Siennaja Płoszczad´ (ros. Сенна́я пло́щадь) – dziesiąta stacja linii Moskiewsko-Piotrogrodzkiej, znajdującego się w Petersburgu systemu metra. Punkt przesiadkowy z liniami Prawobrzeżną i Frunzeńsko-Nadmorską.

## Charakterystyka
Stacja Siennaja Płoszczad´ została dopuszczona do ruchu pasażerskiego 1 lipca 1963 roku, a skonstruowano ją w typie pylonowym. Autorami projektu architektonicznego obecnej postaci stacji są: A. I. Pribulski (А. И. Прибульский), A. J. Maczeriet (А. Я. Мачерет), W. W. Gankiewicz (В. В. Ганкевич), A. S. Gieckin (А. С. Гецкин), W. P. Szuwałowa (В. П. Шувалова), a także G. P. Kaszychin (Г. П. Кашихин) i A. W. Gonczarow (А. В. Гончаров). Stacja położona jest na placu Siennym, od którego bierze swą nazwę. W czasie jej budowy, w styczniu 1961 roku wysadzono pochodzącą z XVIII wieku cerkiew Zaśnięcia Matki Bożej. W pierwotnych planach stacja nosiła miano Oktiabr´skiej (Октябрьская), lecz ostatecznie nadano jej nazwę Płoszczad´ Mira (Площадь Мира), gdyż w latach 1952-1991 tak właśnie nazywał się plac Sienny. Pylony i ściany wyłożono jasnym marmurem. Nad pylonami umieszczono lampy oświetlające półokrągłe sklepienie o białej barwie. Posadzki wykonane z płyt szarego granitu. Ściany przy torach wyłożone błękitną ceramiką. Na jednej ze ścian znajdowała się inskrypcja „ZSRR - ostoja pokoju”. Została ona jednak usunięta w czasie przebudowy stacji w 1991 roku. 
Na jednej ze ścian zamontowana została inskrypcja poświęcona przemianom nazw metropolii nad Newą:

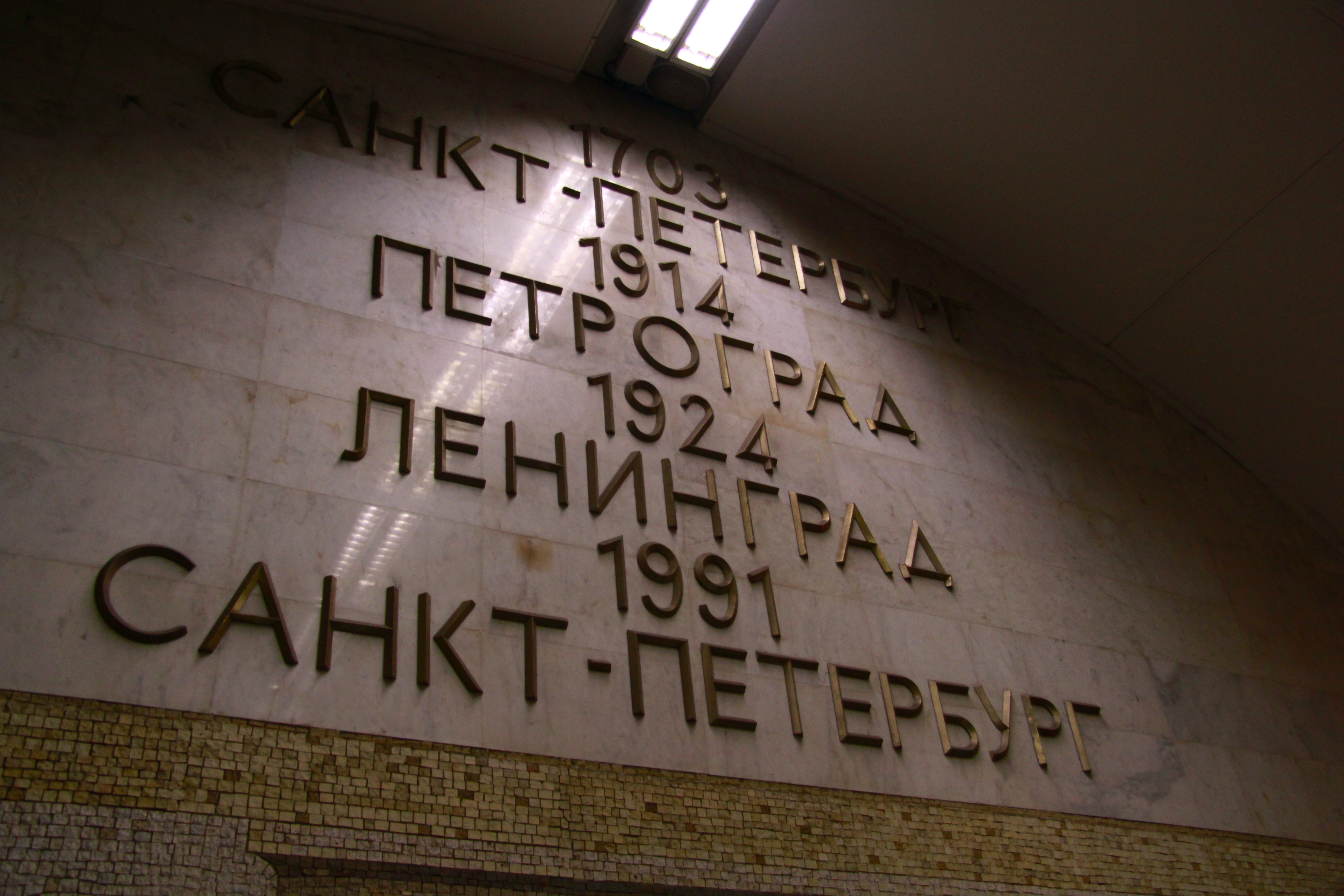
Tablica obrazująca zmiany nazwy miasta.

1703
Sankt Petersburg
1914
Piotrogród
1924
Leningrad
1991
Sankt Petersburg

1 lipca 1992 roku, na fali przemian w postradzieckiej Rosji, Plac Sienny otrzymał ponownie historyczną nazwę, toteż i stacja została przemianowana na Siennaja Płoszczad´. 10 lipca 1999 roku doszło do katastrofy budowlanej, w wyniku której zginęło siedem osób. 
Stacja Siennaja Płoszczad´ położona jest na głębokości 55 metrów. Poprzez przejście na stację Spasskaja możliwa jest przesiadka na linię Prawobrzeżną (od 1991 roku), a poprzez stację Sadowaja na linię Frunzeńsko-Nadmorską (od 2009 roku). Ruch pociągów odbywa się tutaj od godziny 5:36 do godziny 0:26 i w tym czasie stacja jest dostępna dla pasażerów.